# Ewelina Pruszko
Ewelina Pruszko (3 de abril de 1978) es una deportista polaca que compitió en lucha libre. Ganó una medalla de plata en el Campeonato Mundial de Lucha de 2003, y tres medallas en el Campeonato Europeo de Lucha entre los años 1998 y 2003.

## Palmarés internacional
| Campeonato Mundial | Campeonato Mundial          | Campeonato Mundial | Campeonato Mundial |
| Año                | Lugar                       | Medalla            | Categoría          |
| ------------------ | --------------------------- | ------------------ | ------------------ |
| 2003               | Nueva York (Estados Unidos) | Medalla de plata   | 67 kg              |
| Campeonato Europeo |                             |                    |                    |
| Año                | Lugar                       | Medalla            | Categoría          |
| 1998               | Bratislava (Eslovaquia)     | Medalla de oro     | 68 kg              |
| 1999               | Minsk (Bielorrusia)         | Medalla de plata   | 68 kg              |
| 2003               | Riga (Letonia)              | Medalla de bronce  | 67 kg              |